# 1. Wiener Neustädter SC (1908)
1. Wiener Neustädter SC was een Oostenrijkse voetbalclub uit Wiener Neustadt in Neder-Oostenrijk. 
De club werd in 1908 opgericht en speelt in blauw-wit tenue. Van 1923 tot 1926 werd de club vier keer op rij kampioen van Niederösterreich, toch kon de club niet doorstoten naar de hoogste klasse van Oostenrijk. In 1936 werd het opnieuw kampioen en kon zo deelnemen aan de eindronde van het kampioenschap voor amateurclubs. In de eerste ronde kreeg de club een veeg uit de pan van Sturm Graz (1-6), maar in de terugwedstrijd werd alles rechtgezet (6-0). Uiteindelijk werd de finale bereikt en daarin versloeg de club Innsbrucker AC met 3-2 en 6-0. Het volgende seizoen haalde de club ook de eindronde maar verloor in de 2de ronde. Het volgende seizoen maakte het kans om opgenomen te worden in de nationale klasse maar verloor uitgerekend van de plaatselijke aartsrivaal ESV Wacker Wiener Neustadt.
In 1946 en 1950 werd de club opnieuw kampioen en bij die laatste keer promoveerde de club eindelijk naar de hoogste klasse. Na één seizoen degradeerde men naar de nieuw opgericht Staatsliga B. De volgende seizoenen ging de club op en neer in de tweede klasse tot in 1959 opnieuw promotie werd afgedwongen. 1. Wiener Neustädter SC werd achtste en bij de wedstrijden tegen Rapid, Austria en Wiener Sport-Club waren er zo'n 10.000 supporters. Het volgende seizoen degradeerde de club maar kon meteen terugkeren. In 1965 haalde de club de bekerfinale en verloor die met 1-2 van Linzer ASK. Omdat LASK dat jaar ook de titel binnen haalde mocht Wiener Neustädter aantreden in de Europacup II maar werd in de eerste ronde uitgeschakeld door Stiinta Cluj. In 1967 degradeerde de club en slaagde er niet meer in om terug te keren op het hoogste niveau.
Tot 1981 werd er nog in de tweede klasse gespeeld. Na 12 jaar promoveerde de club terug naar de tweede klasse en kon daar twee seizoenen standhouden. In 1998 zakte de club nog verder weg en degradeerde naar de Niederöstereichische Landesliga. Het dieptepunt van de club werd in 2004 bereikte toen ze degradeerde naar de tweede klasse van die Landesliga, wat gelijkstaat met de vijfde klasse in Oostenrijk.
Vanaf het seizoen 2009/10 werden de elftallen overgenomen door SC Wiener Neustadt. Een jaar later hield de club uiteindelijk op te bestaan.

## Erelijst
- Beker van Oostenrijk

Finalist: 1965
- Österreichischer Amateurstaatsmeister

1936
- VAFÖ Landesmeister Niederösterreich

1929, 1933
- Niederösterreichiser Landesmeister

1923, 1924, 1925, 1926, 1936, 1937, 1946, 1950

## Wiener Neustädter in Europa
Groep = groepsfase, 1/8 = achtste finale, T/U = Thuis/Uit, W = Wedstrijd, PUC = punten UEFA coëfficiënten .
Uitslagen vanuit gezichtspunt 1. Wiener Neustädter SC
| Seizoen | Competitie   | Ronde        | Land                          | Club           | Totaalscore | 1e W    | 2e W    | PUC |
| ------- | ------------ | ------------ | ----------------------------- | -------------- | ----------- | ------- | ------- | --- |
| 1961    | Mitropacup   | Groep 3      | Vlag van Italië               | Udinese Calcio | 1-4         | 1-4 (U) |         | 0.0 |
|         |              | Groep 3      | Vlag van Tsjechië             | SK Kladno      | 0-5         | 0-5 (T) |         | 0.0 |
|         |              | Groep 3 (4e) | Vlag van Oostenrijk           | Linzer ASK     | 4-1         | 4-1 (T) |         | 0.0 |
| 1965/66 | Europacup II | 1/8          | Vlag van Roemenië (1965-1989) | Știința Cluj   | 0-3         | 0-1 (T) | 0-2 (U) | 0.0 |